# Contea di Etheridge
La contea di Etheridge è una Local Government Area che si trova nel Queensland. Essa si estende su una superficie di 39.332,3 chilometri quadrati e ha una popolazione di 893 abitanti. La sede del consiglio si trova a Georgetown.